# Tullio Brugnatelli
Tullio Brugnatelli (Pavia, 20 febbraio 1825 – Pavia, 15 febbraio 1906) è stato un chimico e politico italiano.

## Biografia
Figlio dello scienziato Gaspare Brugnatelli, si laureò in chimica e fu docente di chimica generale, chimica organica e inorganica all'Università degli Studi di Pavia. Prese parte alle Cinque giornate di Milano (1848) e alla difesa del forte di Marghera (1849). Dopo il ritorno degli austriaci in Lombardia, fu costretto a trasferirsi nel vicino Regno di Sardegna, e per qualche tempo insegnò nel Collegio nazionale di Genova.
Dal 1868 al 1871 fu sindaco di Pavia.
Fu Rettore dell'Università di Pavia per due mandati (1873-74, 1874-75).
Fu socio del Regio Istituto Lombardo, dell'Accademia di scienze e lettere di Palermo, dell'Ateneo di Brescia e cittadino onorario di Milano.
Suo figlio Luigi fu un noto mineralogista.